# 太陽の子 (2015年の映画)
『太陽の子』（たいようのこ、原題：太陽的孩子）は、2015年に公開された台湾映画。監督は鄭有傑とレカル・スミが共同で務めている。
レカル・スミの母親による、アミ族の伝統的な稲作方法で作られる米「海稲米」の復活という実話をベースに作成されたフィクションで、2014年春から2015年夏までを舞台にディベロッパーによる観光地としての開発計画と、それによって失われてしまう村の姿との間で、自分たちの理想の未来を模索して苦悩する各世代のアミ族の村人の姿を描き、同年7月4日の台北映画祭での初上映では観客賞を受賞した。

## 作品の成立まで
自身もアミ族の血を引くレカル・スミが、実母、スミ・ドギ（Sumi Dongi、舒米如妮）、による「海稲米」復興の過程を2年間に亘って個人で撮影、これをまとめたドキュメンタリー映画「海稻米的願望（The Desire Sea Rice）：日本未公開」を2012年に発表した。二十年来の荒れ地が有機農法の棚田として復活していく姿を描いたこの作品を見た鄭有傑が、この実話をベースにした物語の作成を思いついたのが、本作成立のきっかけである。

## 原題
副題である「Wawa No Cidal」（ワワ・ヌ・チダル）とは、アミ語による「太陽の子」の意味である。ワワが「子供」、ヌが「の」、チダルが「太陽」を指している。
また本作にはかなりの量のアミ語の台詞があるほか、使用されているテーマ曲その他の楽曲もほぼ全てがアミ語のものである。

## ストーリー
台湾の東海岸、太陽が降り注ぐ北回帰線の港埔村。緑に包まれ青い海がすぐそこにある美しい村だが、よく見ればところどころに農地や家屋を売り出す看板が立ち、住民も年寄りと子供が大半。緑の野原も実は荒れ果てた田んぼの姿だ。
父が病に倒れたことで久々に村へ戻ってきたパナイは、稲穂が全て消え失せた村の姿に愕然とする。
さらに観光地としての開発計画が持ち上がり、雇用と観光客の増加を期待する者と、馴染んだ村の姿が失われることを憂える者とで、意見は真っ二つに分かれる。しかし、馴染んだ村を守りたい者達の側も、深刻な過疎地化という現状にはどう立ち向かったらいいのかわからずにいた。
懐かしい村の姿を取り戻そう。この村で生まれ育った自分を取り戻そう。
故郷に留まり村を甦らせることをパナイは決意する……。

## 登場人物
パナイ
本作のヒロイン。漢名は林秀玲（リン・シウリン）。夫を亡くした後、子供たちを父に預け、台北のニュース専門局でリポーターとして働き、一家の生活を支えている。父が倒れたことで帰省した後、故郷にとどまって伝統の有機農法による「海稲米」を復活させることを決意。
演じたアロ・カリティン・パチラル（阿洛.卡力亭.巴奇辣）は歌手であり、映画への出演はこれが初だったが、役そのもののたたずまいでオーディションを突破後、まさにパナイを体現して初の主役を務めあげ、同年の金馬奨では新人賞にノミネートされる快挙を成し遂げた。
ちなみに「パナイ（Panay）」は、アミ語で「水稲」の意味であるほか、ある伝説に登場する美女の名前という説がある。
ナカウ
パナイの娘。物語開始時点では五年生、秋からは六年生（台湾の学校は九月に新年度開始）。漢名は林家真（リン・ジアヂェン）（アミ族は母系社会のため、アミ語名は母の名を姓として受け継ぐ伝統があるといわれる。このため漢名でも子供は母の姓を名乗っている）。足が速く、体育学校から選考会への参加を勧められる。
演じた呉燕姿 (Dongi Kacaw)は本作が初出演。
セラ
パナイの息子でナカウの弟。小学生。漢名は明記されず、作中では一箇所だけ漢名由来の愛称「翔翔（シァンシァン　翔ちゃんの意）で呼ばれるシーンがある。また、監督による裏設定では、子供達は二人とも台北生まれの台北育ちである。
演じた林嘉均 (Rahic Gulas)は本作が初出演。
おじいちゃん
パナイの父で、ナカウとセラの祖父。村の前頭目。漢名・アミ語名共に作中では明記されず、役名は「阿公（おじいちゃん）」である（作中一箇所だけ、郵便受けの名前が映るシーンがあるが、この名前はロケ地として使用された家の実際の住民のもの）。農地が次々に売却され住民が減っていく村の現状を案じ、村の農業用水路の修復を試みるが、志半ばで病に倒れることとなる。
演じた許金財 (Kaco Lekal)はレカル・スミ監督の祖父であり、やはり本作が初出演。また撮影当時は実際には頭目ではなかったが、その後2016年時点では舞台となった港口村の副頭目を務めている。
劉聖雄（リウ・ションシオン）
村で不動産屋を営む男。過疎地化していく村の現状を憂い、ディベロッパーによる観光地としての開発に雇用の創生の期待を掛けている。
演じた徐詣帆（シュー・イーファン）は、本作の出演者のうちでは珍しいプロ俳優で、本作以外でも「セデック・バレ」の花岡一郎役などで活躍している。また歌手としてもデビューしていて、本作中でも一曲歌っているシーンがある。
また彼が行なっている三角網を使ったシラスの掬い漁は、村の河口の海辺で、夏季の新月及び新月前後の時期にのみ行なわれるもの。そして三時起床で海に出るのはかなり早起きのようだが、とにかく日中の気温が凄まじく高い港口辺りでは、村人は通常でも四時過ぎには起き出して活動を始め、日中は日陰で休息し（商店などでも昼休みを設ける）、夕方、西の山に太陽が隠れたあたりからまた活動を開始して、その代わり夜の就寝がかなり遅くなるというのが通常パターン。
山海郷郷長
過疎化している村の復興と雇用の創出のためディベロッパーを誘致。彼なりに村を思ってのことだが、しかしその利権塗れのやり方と村の姿を完全に変えてしまう計画は開発対象である村の人々の激しい反発を招くことに。
演じている少多宜・篩代（Sawtoy saytay）は台東の都歴村出身のアミ族であり、山から採取した材料での楽器作り及びアミ族の伝統楽曲の演奏を行なうグループ、AMIS旮亙樂團の団長である。
阿嬷Nakaw
倒れたおじいちゃんが病院へ搬送されるシーンで現れる幻の女性（既に他界した、おじいちゃんの妻）。
演じているのはレカル・スミ監督の母であり、海稲米を復興させたパナイのモデルである舒米如妮（スミ・ルナ　Sumi Dongi）その人。またこのシーンで行っているのは有機農法時の稲に付いた害虫の払い落し作業である（この作業は伝統的に、女性のみによって行われる）。

他にアミ族出身の若い警官役（クライマックスで村の老婆と揉みあうこの警官は、カメラログでは「菜鳥＝新米」と表記されており、新人警官だとわかる）を鐘硯誠（ジョン・ヤンチェン）（「KANO 1931海の向こうの甲子園」の上松耕一役）が演じている。
またロケ地となった港口村及び静埔村の住民や実際の水利組合職員、舒米如妮が主宰する劇団の団員などもエキストラとして多数参加している。

## スタッフ
- 製片：謝君堯
- 監督／脚本：鄭有傑、レカル·スミ
- 助監督：陳冠仲
- カメラ：廖敬堯
- 照明監修：屈弘仁
- 照明：鐘瓊婷
- 音声：杜篤之
- 録音：杜則剛、杜均堂
- 美術設計：吳若昀
- 造型指導：陳秋伶
- スチルカメラマン：郭政彰、李孟庭
- 編集：劉悅行、鄭有傑、レカル·スミ
- 音楽：スミン（舒米恩）

## 作品舞台
舞台となる村は「台東県山海郷港浦村」として設定されたが、実際のロケは花蓮県と台東県の境にある「花蓮県豊浜郷港口村」を中心に行われた。
国道11号線沿いの港口バス停周辺が主人公たちが暮らすエリアであり、バス停の山側（西側）エリアにパナイたちの家のロケ地（2016年現在は村のカラオケ店になっている）、聖雄の不動産店のロケ地、呉博士が来ての水路修復と米の有機栽培についての説明会会場となった教会（裏手の広場が、聖雄とナカウがポスターを剥がした後でしゃべる場所であり、また最後の豊年祭の会場でもある）がある。道を少し花蓮側に戻ったところに、ナカウがおつかいで訪れる食料品店（おばさんたちが店の前で酒を飲みながら歌っている、白黒の丸石のモザイクで飾られた店舗。海邊で採取できる石を用いたこのモザイクは村の各所で見られるディスプレイ）、更に花蓮側へ進んで小さな橋を超えた付近が、ナカウが朝のジョギングで足を停める辺りである。また、バス停の海側（東側）の海沿いに拡がる田んぼは、クライマックスの座り込みシーンの撮影場所である（この田んぼの背後にある民宿「莎娃綠岸」のオーナー、Arik張金蘭さんは、このシーンで若い警官に「あなたはどこから来たの」の問いかける老婆を演じた。また彼女を含むこの村の住民数人が、実際に政府との間で27年間に亘り土地の権利を争っていた。この争いは2018年にようやく村人側の勝利で決着がついたが、運動に参加していた一人で映画にも出演している実際の前頭目の潘金水さんはその決着を見ることなく亡くなられた。水路の修復作業を始めるために村人が集まるシーンで朗々とした声で祖霊マラタウへの祈りを捧げているのが潘金水さんである）。
次の大港口バス停には、ナカウたち「港浦村の子供達」が通っている港埔小学校として撮影された港口小学校がある。実際の港口村の子供たちが大体徒歩二十分掛けて通学するこの小学校では、ホテル誘致計画の説明会と、その後紛糾する会場から立ち去るパナイ一家のシーンが撮影された。また、映画作成に際し、中国語の台詞のアミ語への翻訳や通訳を担当したRara龍女さんはこの学校の教員。

また出演した子供たちは実際には隣接する川向こうの静埔村の住民であり、このため、お小遣いを得た子供たちが遊びに行く際に集まっている商店やバス停、子供達の学校生活、「嘘吐き」「嘘なんかついてない」の喧嘩シーンの中州などは、全て子供たちのホームグラウンドである静埔村で撮影された。ナカウが選考会への参加を勧められるグラウンドや、新学期の身体測定などは、子供達が実際に通っている静埔小学校（敷地内にはおじいちゃんが語る「昔、清の兵士が武器を手に土地を奪いに攻めてきた」事件である、大港口事件の碑が立っている）で撮影されている。

山海郷役場の場面（企画書を持って水路改修の予算を求めに行くシーンと、国有地騒動が勃発したシーン）は台東県長濱郷の長濱郷役場一階を中心にロケが行われた。パナイが郷長を待つシーンは役場前の駐車場で、郷長と話すシーンは役場二階にある実際の郷長の執務室で撮影されている。また農協職員とのシーンも、実際には役場一階で撮影された。

水利組合でのシーンも、長濱郷にある水利組合のオフィスで撮影されている（登場しているのは実際の職員）。また子供たちがお小遣いを得て遊びに来る街も、バスで三十分ほど掛かるこの長濱郷である（静埔でバスに乗り込むシーンでは花蓮方向へ向かうバスに乗り込み、車内のシーンも進行方向右手に海が見える花蓮方向へのバス車内だが、運転席からのシーンでは進行方向左手に海が見える成功方面行のバスになっている。子供達が最初に向かうネットカフェ「「人來人網」は、長濱のバス停でバスを降りた後、一ブロック役場側に歩いた農協スーパー傍の交差点を山側に入ったところにあり、役場を通り過ぎた国道との合流地点のセブンイレブンが、子供達がおやつを食べるセブンイレブンである（この店舗は撮影時から現在までの間に多少改装され、撮影当時店外の屋根下にあったイートインスペースとトイレは店内に、また店舗入り口に風除け室ができたことで印象が変わっているが、子供達の背後に映っている柱に設置された公衆電話は健在。また隣接する店舗前に設置されているUFOキャッチャーも健在）。子供たちが最後に立ち寄る揚げ物屋台は港口へ戻るバス停のすぐ傍にある原不去淂早餐店。その後子供達が歩いているのはこのバス停からほんの少し役場側へ移動したところにある「白光男女髪廊」の前あたり。
水路改修後の稲作は、実際の海稲米復活の地である石梯坪の田んぼで撮影された。付近にはホテル説明会のシーンで「尬金包」と叫ぶ三つ編みのおばさんが経営する店舗「尬金包厨房」もある（尬金包は薩摩あげに似た名物料理の名前で、このシーンでは中国語がしゃべれずアミ語しかしゃべれない村のおばさんたちが、せめてもの反対の意思を示すために知っている限りの中国語をわめく、という意図で台詞として用いられた）。道を挟んだ向かいにある「依娜烤飛魚」（イーナ＝おばさん・お母さん、焼きトビウオ）ともども、レカル・スミ監督の親族。
おじいちゃんが入院する病院は花蓮駅からほど近いキリスト教門諾会医院（臺灣基督教門諾會醫院）と設定されている。また、その前に担ぎ込まれる病院は豊濱郷の役場向かいにある花蓮病院豊濱原住民分院（花蓮醫院豐濱原住民分院）。

## 評価
- 2015年度台北映画祭：観客賞受賞
- 2015年社會公義電影獎受賞
- 2015年金馬獎最優秀映画オリジナル主題歌賞受賞
- 2015年金馬獎最優秀脚本賞ノミネート
- 2015年金馬獎最優秀新人賞ノミネート
- 2015年インド国際フィルムフェアフェリーニ賞ノミネート
- 2016年台湾国際児童映画フェア台湾賞ノミネート
- 2016年インド国際児童映画フェア最優秀長編映画賞受賞

また各国の映画祭でオープニング作品やクロージング作品に選ばれている。

## 楽曲
アミ族の歌手スミンによるオリジナルテーマソング「不要放棄」の他、スミンや主演のアロ・カリティン・パチラルによるアミ語の歌曲、アミ族民謡などが多数用いられ、台湾で発売されたオリジナルサウンドトラックにもこれらの曲の大半が収録された。
また使用された曲は、使用されたシーンと密接な関係を持つものが多い。
オープニングで掛かる「這個時代（この時代）」は老人を田んぼに残してバイクに乗りに行く若者の歌であり、歌詞には「パナイ」という単語が含まれている。
留守番電話にパナイが吹き込んだ曲はアミ族伝統の子守歌であり、パナイが帰ってきた後、皆で外で寝ているシーンでも用いられている。
子供達がお小遣いを手におやつを買いに行くシーンの歌は、「沾醤歌（ご飯にかけるタレの歌）」というアミ族民謡であり、アミ族の若者が食料を得るための知識を持っていることを歌っているが、実際にはこのシーンではその知識で海に漁に行くのは老人であり、若者である子供達はコンビニと屋台におやつを買いに行ってしまっている。
田んぼの様子を見に行ったパナイが雨に降られるシーンで流れてくる、おばさんたちが店の前で酒を飲みながら歌っている曲は「美好的一天（美しき一日）」。アミ語による新作民謡であるこの曲は、気持ちの良い夜を賑やかに過ごす楽しみを歌い、アミの民の憂いのなさを歌い上げるが、実際にはおばさんたちは憂鬱そうにこの歌を歌っている。ラスト、全てが解決した刈入れのシーンで、今度こそこの歌は憂いなく歌いあげられる。
また、エンドロール後の豊年祭のシーンで手を繋いだ女性たちが上半身を大きく揺らして踊る踊りは、風に揺れる稲穂を模した踊りである。